# Anton Gavel
Anton Gavel (ur. 24 października 1984 w Koszycach) – słowacki koszykarz, występujący na pozycjach rozgrywającego lub rzucającego obrońcy, posiadający także niemieckie obywatelstwo, reprezentant Niemiec.

## Osiągnięcia
Na podstawie, o ile nie zaznaczono inaczej.

### Drużynowe
- Mistrz:
  - Niemiec (2010–2013, 2018)
  - II ligi niemieckiej (2003)
- Wicemistrz Niemiec (2015)
- Brąz Eurocup (2018)
- Zdobywca:
  - pucharu Niemiec (2010–2012, 2018)
  - superpucharu Niemiec (2010–2012)
- Finalista pucharu Niemiec (2016, 2017)

### Indywidualne
- MVP finałów mistrzostw Niemiec (2013)
- Słowacki koszykarz roku (2005, 2010, 2011, 2012)
- Obrońca roku niemieckiej ligi BBL (2012, 2013)
- Debiutant roku BBL (2006)
- Najlepszy nowo przybyły zawodnik BBL (2005)
- Zaliczony do:
  - I składu BBL (2013, 2014)
  - II składu BBL (2012)
- Uczestnik meczu gwiazd ligi niemieckiej (2013–2015, 2017)

### Reprezentacja
Seniorów
- Uczestnik:
  - mistrzostw Europy:
    - 2015 – 18. miejsce
    - dywizji B (2005, 2007, 2009, 2011, 2013)

  - uniwersjady (2005)
  - kwalifikacji do mistrzostw Europy (2001)

Młodzieżowe
- Uczestnik kwalifikacji do mistrzostw Europy:
  - U–20 (2002)
  - U–18 (2002)
  - U–16 (1999)